# Дітріх Гоффманн
Дітріх Гоффманн (нім. Dietrich Hoffmann; 17 червня 1912, Бромберг — 2 червня 2003) — німецький офіцер-підводник, корветтен-капітан крігсмаріне.

## Біографія
1 квітня 1932 року вступив на флот. З травня 1938 року — вахтовий офіцер на легкому крейсері «Емден», з вересня 1939 року — «Лейпциг». З лютого 1940 року — референт ОКМ. В березні-вересні 1941 року пройшов курс підводника. З 30 жовтня 1941 по 24 липня 1942 року — командир підводного човна U-594, на якому здійснив 2 походи (разом 93 дні в морі). З жовтня 1942 року — 1-й вахтовий офіцер на есмінці Z30, з грудня 1944 по квітень 1945 року — командир есмінця.

## Звання
- Кандидат в офіцери (1 квітня 1932)
- Морський кадет (4 листопада 1942)
- Фенріх-цур-зее (1 квітня 1934)
- Оберфенріх-цур-зее (1 вересня 1935)
- Лейтенант-цур-зее (1 січня 1936)
- Оберлейтенант-цур-зее (1 жовтня 1937)
- Капітан-лейтенант (1 жовтня 1939)
- Корветтен-капітан (1 липня 1944)

## Нагороди
- Медаль «За вислугу років у Вермахті» 4-го класу (4 роки)